# 非挿入性交

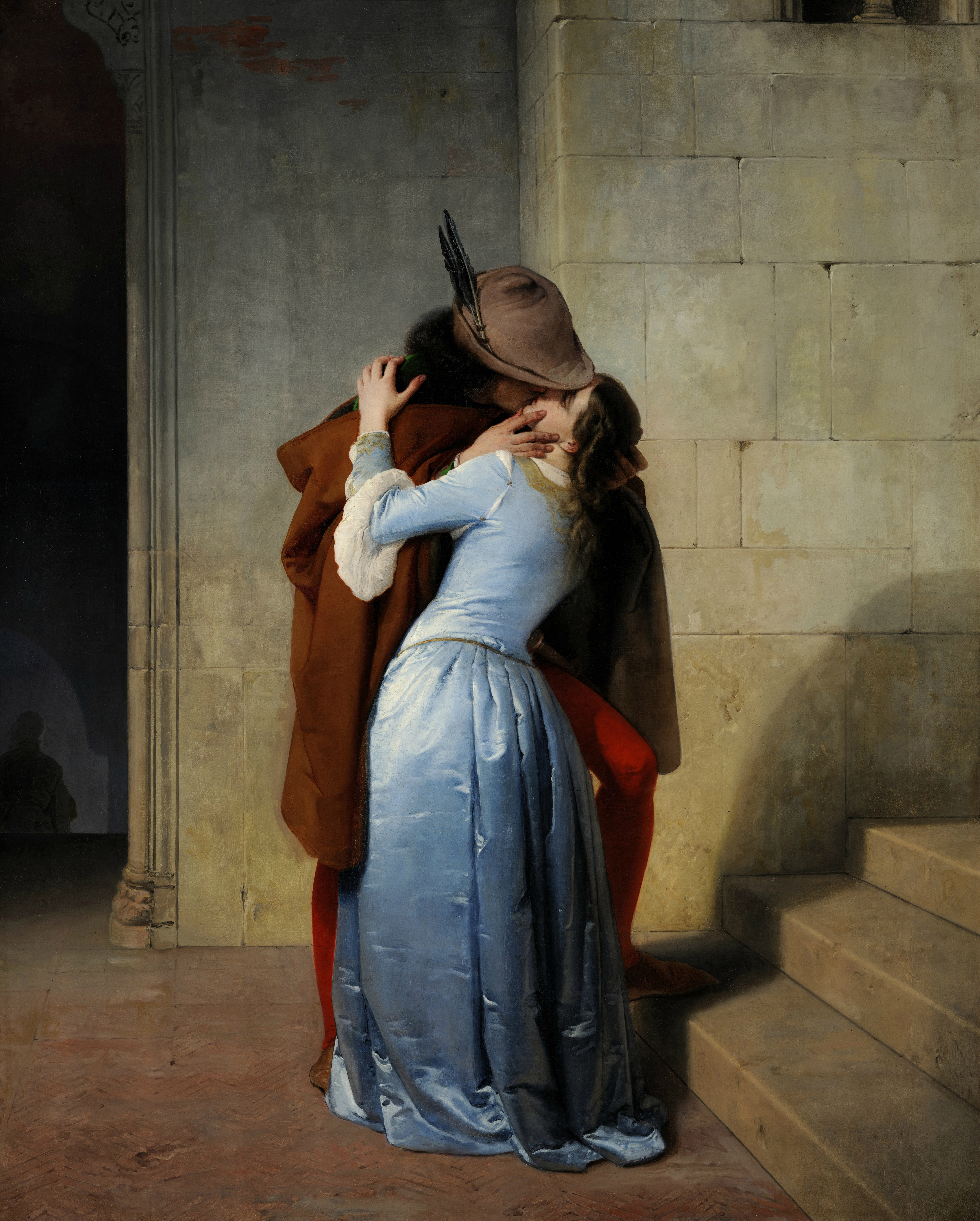
キス (1859) フランチェスコ・アイエツ

非挿入性交とは、一般的に膣性交、肛門性交、オーラルセックスなどの挿入行為を除外した、フロッタージュ（こすりつけ）、手を使った性行為、相互マスターベーション、キス、ハグなど、さまざまな形態の性的および非性的行為が含まれる。ただし、オーラルセックスや指マンなどにおける限定的な挿入行為を含める場合もある。
非挿入性交を行う理由は様々である。前戯として行う人もいれば、性行為より優先したり、または非挿入性交のみを行う人もいる。異性愛カップルは、陰茎膣挿入の代替として、処女を守るため、または避妊のため、非挿入性交を行う場合がある。女性同士のカップルは処女性を保つために非挿入性交を行うことがあり、男性カップルは肛門挿入の代替として行う。
ヘルペス、尖圭コンジローマ、ケジラミなどの性感染症（STIs）は、性器間または性器と他部位の接触によって、挿入を伴わなくても感染する可能性があるが、非挿入性交は行為中に体液が交換される可能性が低く、感染リスクが抑えられるため、より安全なセックスの一形態として行われる場合がある。

## 定義と実践

### 概要
非挿入性交（または疑似セックス）は通常、性的挿入を含まないものと定義されるが、一部の非挿入性交は、挿入要素がありながら非挿入性交に分類されることもある。例えば、口による性器の愛撫、陰茎の口への挿入や膣への舌挿入などのオーラルセックスは（膣性交や肛門性交ではないという理由で）非挿入性交に分類されることがある。
挿入という用語は陰茎膣挿入に限定されることがあり、その場合 非挿入性交の定義には挿入的アナルセックスも含まれ、非挿入性交という用語は膣性交としての性交と対比するために使用される 。非挿入性交という用語を、陰茎の挿入がない場合に限定する定義 、または潜在的に感染性の体液の交換を伴わない非挿入性交に限定する定義 も存在する。
ヘビーペッティングという用語は、前戯の幅広い範囲をカバーしており、通常は性器への刺激を伴うが、直接的な挿入行為は含まれない。

### フロッタージュ
フロッタージュ（こすりつけ）とは自分の、尻、胸、腹部、太もも、足、手、脚、性器など、体のあらゆる部分を他人の性器に擦り付ける行為の総称である。これは裸でも着衣でも行われ、一般的にはドライ・セックス（英語: Dry sex）として知られている。性器同士の擦り付けは、異性間では素股、女性カップル間では貝合わせ、男性カップル間では兜合わせと呼ばれることもある。
カップルは、前戯の一形態として、または単に膣性交、肛門性交、オーラルセックスなどの挿入要素なしに性的満足を得る方法として、フロッタージュを行うことがある。また処女を守ったり、より安全なセックスを行うためもある。多くの場合、若者は よりはっきりと性的接触を持とうとする前に、性的親密さの初期段階としてフロッタージュを行う。
フロッタージュに関連する用語は次のとおり:
- フロッタージュという用語は、フランス語の動詞frotter (こする)に由来している。この語から三つの用語が派生している。「フロッタージュ」は摩擦を伴う性行為、「フロト」は挿入を伴わない男性同士の性器のこすり合わせ[21] 「フロトゥーリズム」は、フロッタージュへの執着やフロッタージュを同意なく行う (例: 混雑した地下鉄で見知らぬ人に性器を押し付ける) 性的倒錯。（かつては「フロッタージュ」と呼ばれていたが、現在ではその用法は受け入れられていない[22]）
- プリンストン・ラブ、アイビーリーグ・ラブなどは、男性同士の性器のこすり合わせや素股、あるいはその両方を指す俗語であり、これらの大学が男子校だった時代から残っているものと思われる[21]。 W・H・オーデンは、プリンストン・ラブとプリンストン・ファーストイヤーという用語を印刷物で初めて使用した人物であることを誇りに思っていた[23]。

### 手を使った性行為

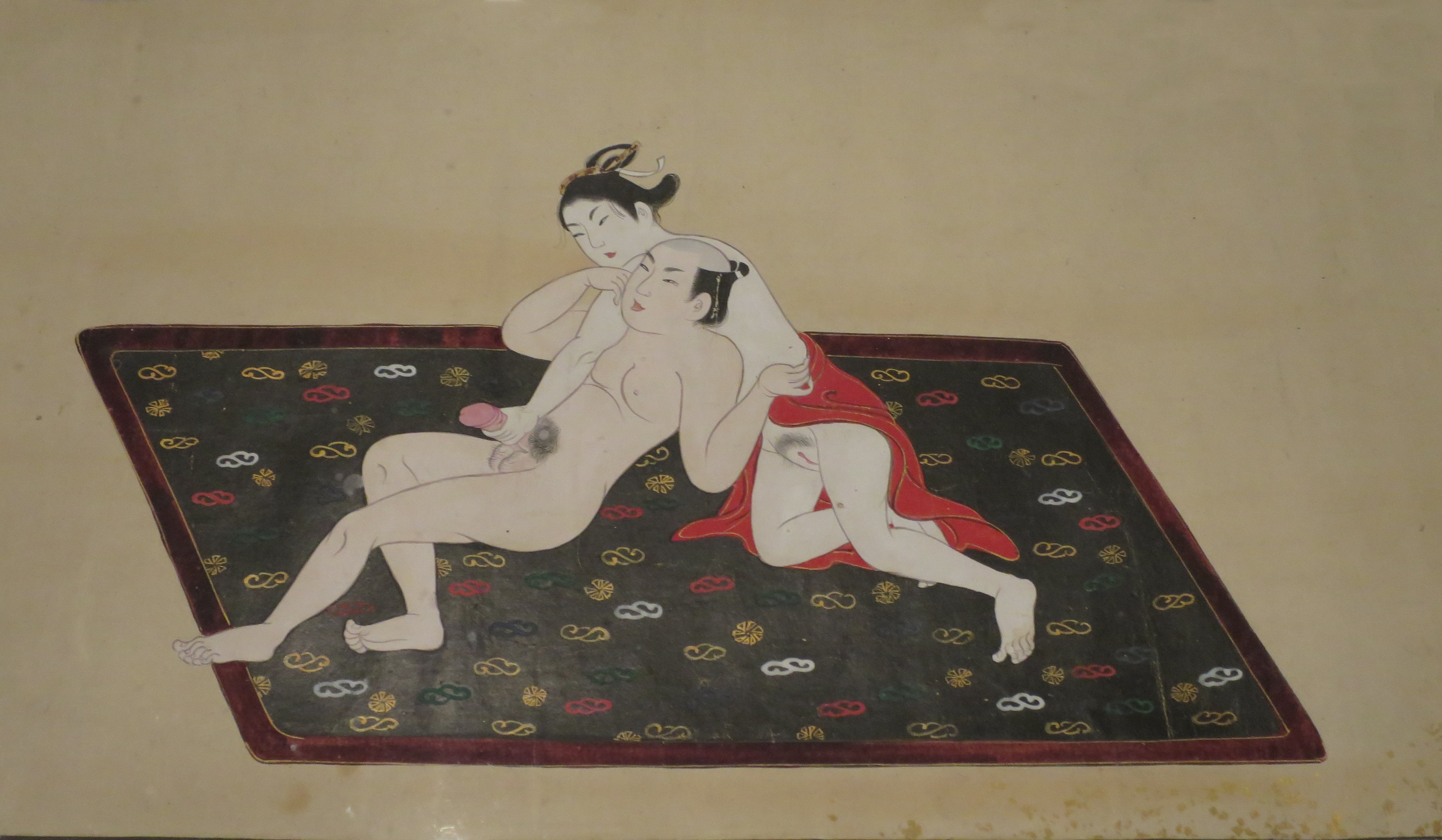
19世紀手コキを描写した日本のイラスト

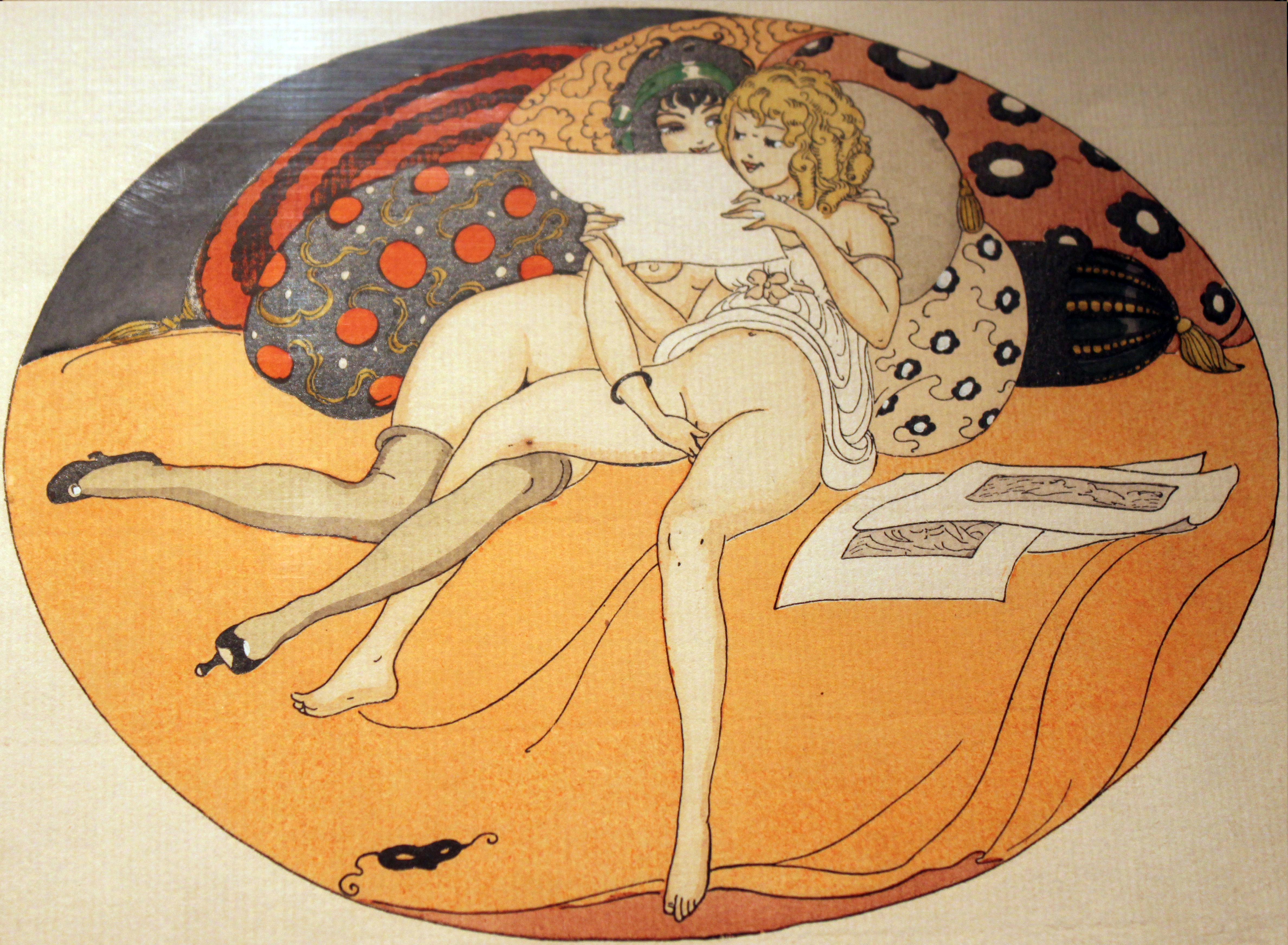
手マンの描写 1925ゲルダ・ヴィーグナー

マニュアルセックス とは、自分の手や指を使って相手の性器を刺激すること。その種類には、手コキ（ペニスや陰嚢を手で刺激すること） や、時に指入れを伴う手マン・指マン（膣、クリトリス、または外陰部やその周囲を手で刺激すること）などがある。他人の肛門を手で刺激すること（アナル指入れ）も含まれる。
手を使った性行為は前戯として使われることもあれば 、それ自体が肉体的に親密な行為として使われることもある。その結果、パートナーの一方がオーガズムに達することもある。体液の交換がなければ、それは安全なセックスとみなされ、性感染症にかかるリスクが大幅に減る。

### 相互マスターベーション
相互オナニーは、二人以上の同時マスターベーションや、互いに手を使った性行為である。これは、参加者が準備不足や、身体的に不可能だったり、社会的に自由がない場合や、挿入を伴う行為は行えないが それでも相互に性行為を行いたいと考えている状況で行われることがある。
また処女を保つためや、妊娠を防ぐために、陰茎膣挿入の代替として行われることがある。
パートナー同士で性器を撫でてオーガズムや拡張オーガズムに達する場合、二人が協力して片方にオーガズムを経験させることに集中する。通常、一人がパンツを履かずに横になり、パートナーがその横に座る。座っている側は手と指（ローションを使用する場合もある）を使って、相手のペニスやクリトリス、性器をゆっくりと撫でる。相互マスターベーションのテクニックとしての拡張オーガズムは、通常のオーガズムとして説明できる、または定義に含まれるものよりも強烈で広範囲なオーガズム体験を生み出すと報告されている。これには、全身性のオーガズムや、数分から数時間続くオーガズムなど、さまざまな感覚が含まれる。

### 全く挿入の無い性行為

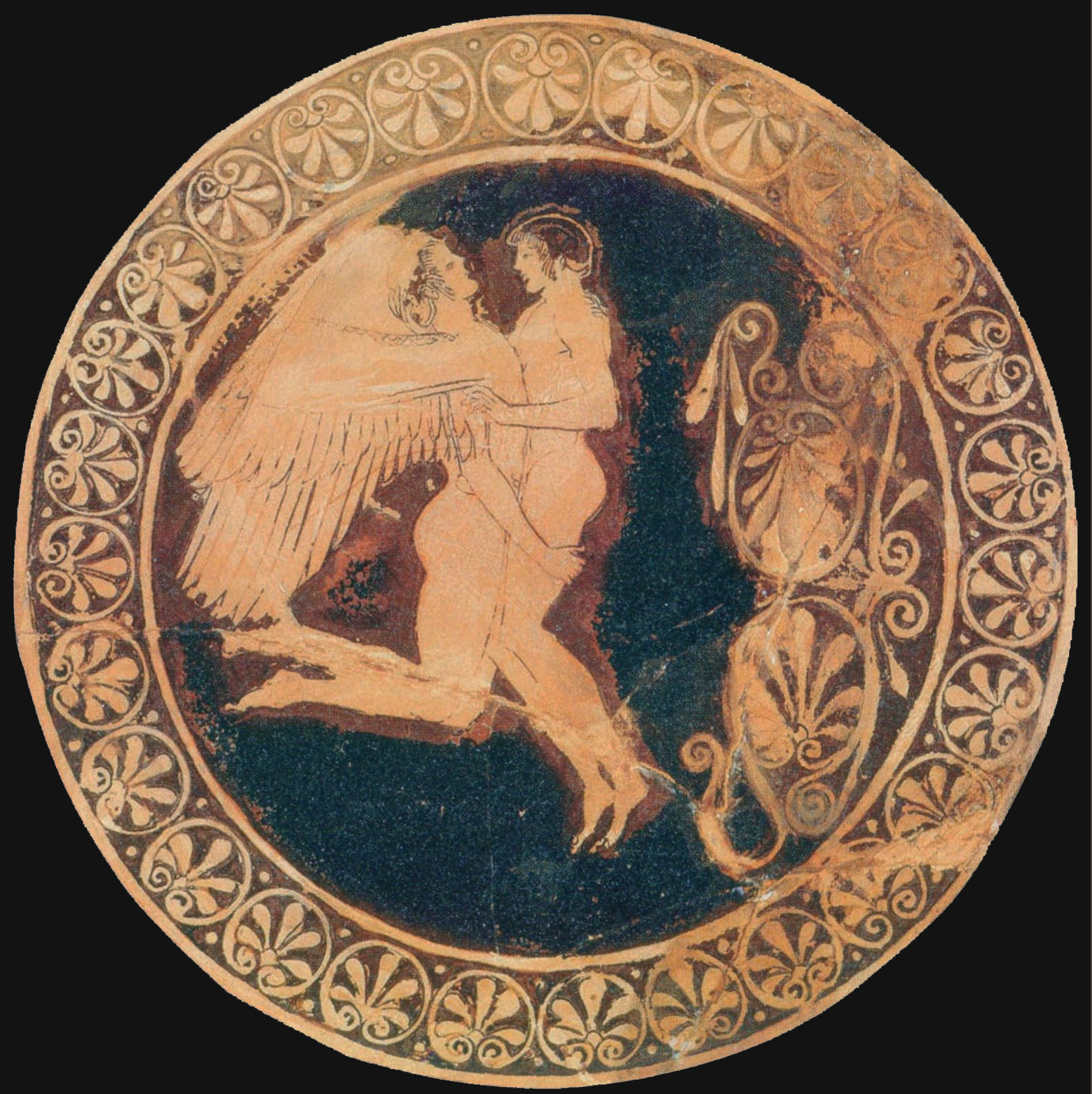
翼を持つ神（エロースまたはゼピュロス）と若者（おそらくヒュアキントス）による股間性交を描いたギリシア赤絵式のイラスト

非挿入性交は、全く挿入の無い性行為と限定的な挿入のある性行為に分けられることがある。全く挿入の無い性行為には以下のものが含まれる:
- キス：唇同士が触れ合うこと、特にディープキス（フレンチキス、舌を相手の口の中に入れる）は性行為とみなされる。キスは体の他の部分にも行われ、一般的に前戯の一部である[34]。
- バグパイプ (性行為)（英語: Armpit_fetishism#Bagpiping）：相手の脇の下にペニスを挿入すること[35][36][37]。
- 手コキ：相手のペニスを手で性的刺激すること。
- 乳首刺激：パートナーが相手の乳首を（手または口で）愛撫する。ペアまたはグループで行うことができる[38]。
- パイズリ：ペニスを乳房の間に置き、ペニスを上下に動かして挿入をシミュレートし、快感を生み出す[39]。
- 尻コキ：臀部を使ってペニスを刺激する。肛門への挿入がないためアナルセックスとは異なる。ペニスは臀部の間を動くことで刺激される[40]。
- 素股：ペニスを相手の太ももの間に挟んで刺激を与えること。ペニスが太ももの間でより自由に動くようにローションを使用することもある[21][41][42]。
- 貝合わせ：女性間性行為の一種で、女性が性器を互いにこすり合わせる（外陰部同士をこすり合わせるか、自分の外陰部を相手の体の他の部分にこすりつける、トリバディズム）[43][44]。
- 兜合わせ: 男性同士の性器同士の擦り合わせ行為（特にペニス同士の接触）。
- 足コキ：相手のペニスを足で性的に刺激すること。足フェティシズムの一部である場合もある。ペニスの周りに足を配置し、オーガズムに達するまで愛撫する。足でクリトリスを刺激するバリエーションもある[45]。
- 性感マッサージ：快楽とリラクゼーションを目的とした身体のこすりつけ。性別や性的指向を問わず、二人以上の間で行うことができる。オイル（加熱または非加熱）を使用することも、手だけを使用することもできる。官能マッサージともいわれる[46][47]。
- バンドリング（英語: Bundling (tradition)）：一部のキリスト教コミュニティで行われていた伝統的な求愛方法で、宗教右派に反対され ほとんど廃れてしまった。直接触れ合わないよう、板で仕切られたり 縫い合わされた寝袋が付いているベッドに二人の若者が寝かされる。

### 限定的な挿入のある性行為
- 指マン（フィンガリング）: 指で相手の膣、外陰部、クリトリス、または肛門を刺激すること。
- オーラルセックス：口と喉を使って性器を刺激すること。ペニスに対して行う場合はフェラチオ、外陰部に対して行う場合はクンニリングスと呼ばれる[48]。カップルが同時に行う場合はシックスナイン。アニリングスは、口を使って肛門を刺激する[49]。
- バイブレーターを使った刺激：パートナーまたはグループがバイブレーターを使って相手の性器を刺激する.[50]。
- BDSM:BDSMとは、ボンデージ、ディシプリン、サディズム、マゾヒズムをまとめた表現。多くのBDSM行為には挿入行為は含まれない[51]。

## フックアップ文化
多くの先進国では、若者（典型的には10代後半から20代前半）がカジュアルセックス（英語: Casual sex）を行う傾向がある。この現象はフックアップ文化（英語: Hookup_culture）と呼ばれている。この文脈でのフックアップという用語は、恋愛関係以外で、個人またはグループと何らかの性的活動（挿入の有無にかかわらず）に参加することを大まかに意味する。
フックアップは、その場限りのワンナイトラブという形で行われることがある一方、より長く「フックアップ」する場合もある（「セックスフレンド」と呼ばれることもある）。さらに、フックアップという言葉は使う人によって意味が異なる場合があり、「性交以外のすべて」「非挿入性交のみの関係」と考える人もいる。挿入行為の予定がなければ、避妊をしない場合がある。避妊をし、その行為がフックアップであり、それ以上の関係を望まないことを全員が理解することで、リスクを最小限に抑えながらメリットを最大化できる。メリットはさまざまであり、性感染症や妊娠を心配している場合、非挿入性交でリスクを十分に防ぐことができ、さまざまな選択肢から選ぶことができる。

## 健康リスク

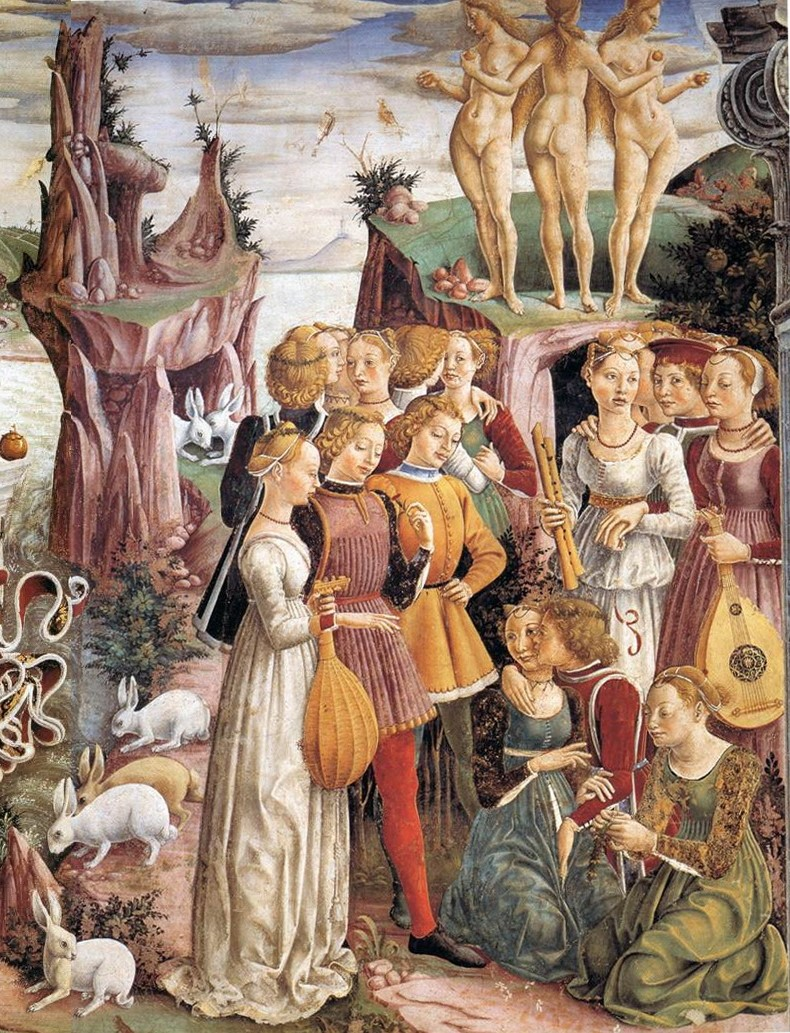
4月の寓話フランチェスコ・デル・コッサ、エルコレ・デ・ロベルティ、ゲラルド・ディ・アンドレア・フィオリーニフェラーラのスキファノイア宮殿のフレスコ画。 1469年頃

非挿入性交では通常、精液や膣液の直接的な交換を伴わず、またいかなる時点においても（非挿入性交のみの場合は）外陰部、膣、肛門に何かが挿入されることがないため、これらの行為はリスクがないという社会文化的見解がある。非挿入性交に伴うリスクは挿入性交に伴うリスクよりも大幅に低いが、それでも危険性はあり、妊娠や性感染症（STIs）のリスクがわずかにある。
妊娠は、アナルセックスやペニスが膣の近くにある形態の性行為（素股や性器同士の擦り合わせなど）でも起こり得る。それは、精子は膣の入り口近くに放出され、膣の潤滑液に沿って移動する可能性があるため。また、ペニスが膣の近くになくても妊娠のリスクは生じ得る。これは、精液に触れた指や性器以外の身体部位が膣に接触することで、精子が膣口に運ばれる可能性があるためである。よくある誤解に反して、挿入せずにプールや水域に放出された精液で妊娠することはあり得ない。精子は塩素消毒された水によってすぐに死滅し、膣に到達するまで生き残れない。
全く挿入の無い性行為によっても感染する可能性のある一般的な性感染症とその感染経路は以下の通りである:
- ヒトパピローマウイルス（HPV）は皮膚同士の接触によって感染する。
- ケジラミ（毛虱、カニに似ている）は、感染者との密接な接触によって広がる可能性がある。
- ヘルペスはキスや、感染した口や性器が相手の口、性器、手と接触することで感染する（性器に発生した場合は性器ヘルペスと呼ばれる）。
- 尖圭コンジローマはヘルペスに似ているが、原因となるウイルスが異なる。性器との皮膚接触によっても感染する。
- 梅毒はキスや手を使った性行為によって感染することもあるが、膣性交、肛門性交、口腔性交によって感染する可能性の方がはるかに高い。
- トリコモナス症は、性具の共有や性液が人から人へ伝染することで感染する。
- サイトメガロウイルス(CMV) は、さまざまな体の分泌物 (唾液、性器の分泌物、血液など) との接触によって感染する。
- 疥癬は感染者との密接な接触によって感染する。
- 軟性下疳は、感染者の皮膚に傷があり、その傷が相手の皮膚と（通常は性器周辺で）接触することで広がる。
- 伝染性軟属腫は、感染者との密接な接触（私物の共有や皮膚同士の密接な接触）によって広がる。

限定的な挿入（膣、肛門、口のいずれか）のある性行為に関しては、体液（精液、膣分泌物、唾液）が交換される可能性があるため、リスクはいくらか増加する。前述の性感染症に加えて、限定的な挿入のある性行為を通じて以下のものが感染する可能性がある:
- クラミジアは一般的に膣性交または肛門性交で感染するが、まれにオーラルセックスで感染することもある
- 淋病は一般的に膣性交または肛門性交で感染するが、オーラルセックスで感染することもある
- B型肝炎はオーラルセックスで感染することがある

HIV/AIDSのリスクを懸念する人は多くいる。一般的に、感染原因は無防備な性交（膣性交または肛門性交）、感染した注射器の使用、または母親から子供へのウイルスの感染である。抱擁などの日常的な接触では感染しないが、HIVに感染した血液または性器分泌物（精液または膣分泌物）が開いた傷口に入ると、ある程度のリスクがある。
妊娠や性感染症のリスクを完全に防ぐ唯一の方法は、すべての性行為を完全に控えることである。ただし、性行為をすることに決めた場合でも、リスクを減らす方法がいくつかある。
バリア法には以下のものがある:
- コンドーム、性感染症の予防に有効
- デンタルダム（英語: Dental_dam）、オーラルセックス中の性感染症予防に有効
- ラテックス手袋または指サックは性感染症の感染リスクを防ぐために手によるセックス中に使用可能[65]

非挿入性交による妊娠のわずかなリスクを心配している場合は、経口避妊薬もいくつかある。二重予防法 (バリア法と経口避妊薬の両方を使用) は、妊娠と性感染症の感染の両方を予防するのに非常に効果的である。